# ガサ県
ガサ県 (ガサけん、ゾンカ語: མགར་ས་རྫོང་ཁག་; ワイリー方式: Mgar-sa rdzong-khag)とは、ブータンの県の一つ。ブータンの県の中では最も面積が大きく、人口が少ない。県北部は係争地域となっていて、中国人が居住している。中心地はGasa。県ではブータンの公用語であるゾンカ語の他に主に北部ではラヤ語(Layakha)やルナナ語(Lunanakha)が用いられる。面積は2010年時点で、3,117.74 km2、人口は3,116人(2005年国勢調査)。

## 基礎自治体
県都のガサと以下4つのゲオクから構成される。
- カミ村（英語版）
- カトード村（英語版）
- ラヤ
- ルナナ村（英語版）